# Copa Libertadores 1975
La Copa Libertadores 1975 fue la decimosexta edición del torneo de clubes más importante de América del Sur, organizado por la Confederación Sudamericana de Fútbol, en la que participaron equipos de diez países sudamericanos: Argentina, Bolivia, Brasil, Chile, Colombia, Ecuador, Paraguay, Perú, Uruguay y Venezuela.
Independiente volvió a consagrarse campeón, alcanzando así su sexta estrella en la competición. El título significó también su cuarta consagración consecutiva, lo que constituyó un récord que no ha sido superado aún por ningún otro club. Como ganador, debió haber disputado la Copa Intercontinental de 1975 ante Bayern Múnich de Alemania; sin embargo, debido a desacuerdos entre ambos clubes para determinar las fechas, la copa acabó sin realizarse. Por otra parte, jugó la Copa Interamericana 1976 frente a Atlético Español de México y clasificó a la segunda fase de la Copa Libertadores 1976. Independiente accedió a la final por mejor diferencia de gol de forma directa sin jugar partido desempate, a pesar de igualar en puntos con los otros 2 equipos del grupo B precisamente porque la regla del partido desempate solo era aplicable cuando eran dos los equipos igualados, y en este caso eran los tres, junto con el caso de Universitario de Perú en la edición de 1972, fueron las únicas veces en la que los 3 equipos igualaron en puntos. Accediendo el equipo con mejor diferencia de gol de forma directa a la final.
Con esto dicho, los equipos argentinos han ganado 8 de las últimas 9 ediciones del torneo.

## Formato
El campeón vigente accedió de manera directa a la segunda fase, mientras que los 20 equipos restantes disputaron la primera. En ella, los clubes fueron divididos en cinco grupos de 4 equipos cada uno de acuerdo a sus países de origen, de manera que los dos representantes de una misma asociación nacional debían caer en la misma zona. El ganador de cada uno de los cinco grupos clasificó a la segunda fase, uniéndose al campeón vigente, estableciéndose dos zonas de 3 equipos. El primer posicionado en cada una de ellas accedió a la final, que se llevó a cabo en encuentros de ida y vuelta, disputándose un partido de desempate en caso de ser necesario.
|                           |                           | Equipos que entran en esta fase                                                                          | Equipos que provienen de la fase anterior   |
| ------------------------- | ------------------------- | --- | ------------------------------------------- |
| Primera fase (20 equipos) | Primera fase (20 equipos) | - 2 equipos de Argentina, Bolivia, Brasil, Chile, Colombia, Ecuador, Paraguay, Perú, Uruguay y Venezuela |                                             |
| Segunda fase (6 equipos)  | Segunda fase (6 equipos)  | - 1 equipo, campeón de la Copa Libertadores 1974                                                         | - 5 equipos clasificados de la Primera fase |
| Final (2 equipos)         | Final (2 equipos)         | | - 2 equipos primeros de la Segunda fase     |

## Equipos participantes
En cursiva los equipos debutantes en el torneo.
| País                                | Equipo                                          | Vía de clasificación |
| ----------------------------------- | ----------------------------------------------- | --- |
| Argentina 2 cupos + campeón vigente | Independiente Rosario Central Newell's Old Boys | Campeón de la Copa Libertadores 1974 Campeón del Torneo reducido para clasificar a la Copa Libertadores 1974 2.º puesto del Torneo reducido para clasificar a la Copa Libertadores 1974 |
| Bolivia 2 cupos                     | The Strongest Jorge Wilstermann                 | Campeón del Campeonato de Primera División 1974 Subcampeón del Campeonato de Primera División 1974                                                                                      |
| Brasil 2 cupos                      | Vasco da Gama Cruzeiro                          | Campeón del Campeonato Brasileño de 1974 Subcampeón del Campeonato Brasileño de 1974 |
| Chile 2 cupos                       | Huachipato Unión Española                       | Campeón del Campeonato de Primera División 1974 Ganador de la Liguilla Pre-Libertadores 1974                                                                                            |
| Colombia 2 cupos                    | Deportivo Cali Atlético Nacional                | Campeón del Campeonato Colombiano 1974 Subcampeón del Campeonato Colombiano 1974 |
| Ecuador 2 cupos                     | Liga de Quito El Nacional                       | Campeón del Campeonato Ecuatoriano de 1974 Subcampeón del Campeonato Ecuatoriano de 1974                                                                                                |
| Paraguay 2 cupos                    | Cerro Porteño Olimpia                           | Campeón del Campeonato Paraguayo de 1974 Subcampeón del Campeonato Paraguayo de 1974 |
| Perú 2 cupos                        | Universitario Unión Huaral                      | Campeón del Campeonato Descentralizado 1974 Subcampeón del Campeonato Descentralizado 1974                                                                                              |
| Uruguay 2 cupos                     | Peñarol Montevideo Wanderers                    | 1.º puesto de la Liguilla Pre-Libertadores de América de 1974 2.º puesto de la Liguilla Pre-Libertadores de América de 1974                                                             |
| Venezuela 2 cupos                   | Deportivo Galicia Portuguesa                    | Campeón de la Primera División Venezolana 1974 Subcampeón de la Primera División Venezolana 1974                                                                                        |

### Distribución geográfica de los equipos
Distribución geográfica de las sedes de los equipos participantes:

## Primera fase

### Grupo 1
| Equipo            | Pts. | PJ | PG | PE | PP | GF | GC | DG |
| ----------------- | ---- | -- | -- | -- | -- | -- | -- | -- |
| Rosario Central   | 8    | 6  | 2  | 4  | 0  | 8  | 5  | 3  |
| Newell's Old Boys | 8    | 6  | 3  | 2  | 1  | 9  | 8  | 1  |
| Olimpia           | 7    | 6  | 2  | 3  | 1  | 7  | 5  | 2  |
| Cerro Porteño     | 1    | 6  | 0  | 1  | 5  | 5  | 11 | –6 |

| \| Fecha \| Lugar \| Local \| Resultado \| Visitante \| \| ------------- \| -------- \| ----------------- \| --------- \| ----------------- \| \| 28 de febrero \| Rosario \| Rosario Central \| 1:1 \| Newell's Old Boys \| \| 28 de febrero \| Asunción \| Cerro Porteño \| 0:0 \| Olimpia \| \| 7 de marzo \| Asunción \| Olimpia \| 2:0 \| Newell's Old Boys \| \| 7 de marzo \| Rosario \| Rosario Central \| 2:1 \| Cerro Porteño \| \| 14 de marzo \| Asunción \| Cerro Porteño \| 0:1 \| Newell's Old Boys \| \| 14 de marzo \| Rosario \| Rosario Central \| 1:1 \| Olimpia \| \| 21 de marzo \| Rosario \| Newell's Old Boys \| 1:1 \| Rosario Central \| \| 21 de marzo \| Asunción \| Olimpia \| 2:1 \| Cerro Porteño \| \| 4 de abril \| Rosario \| Newell's Old Boys \| 3:2 \| Olimpia \| \| 4 de abril \| Asunción \| Cerro Porteño \| 1:3 \| Rosario Central \| \| 9 de abril \| Rosario \| Newell's Old Boys \| 3:2 \| Cerro Porteño \| \| 9 de abril \| Asunción \| Olimpia \| 0:0 \| Rosario Central \| |          |                   |           |                   |
| Fecha | Lugar    | Local             | Resultado | Visitante         |
| 28 de febrero | Rosario  | Rosario Central   | 1:1       | Newell's Old Boys |
| 28 de febrero | Asunción | Cerro Porteño     | 0:0       | Olimpia           |
| 7 de marzo | Asunción | Olimpia           | 2:0       | Newell's Old Boys |
| 7 de marzo | Rosario  | Rosario Central   | 2:1       | Cerro Porteño     |
| 14 de marzo | Asunción | Cerro Porteño     | 0:1       | Newell's Old Boys |
| 14 de marzo | Rosario  | Rosario Central   | 1:1       | Olimpia           |
| 21 de marzo | Rosario  | Newell's Old Boys | 1:1       | Rosario Central   |
| 21 de marzo | Asunción | Olimpia           | 2:1       | Cerro Porteño     |
| 4 de abril | Rosario  | Newell's Old Boys | 3:2       | Olimpia           |
| 4 de abril | Asunción | Cerro Porteño     | 1:3       | Rosario Central   |
| 9 de abril | Rosario  | Newell's Old Boys | 3:2       | Cerro Porteño     |
| 9 de abril | Asunción | Olimpia           | 0:0       | Rosario Central   |

Partido desempate
| Fecha       | Lugar   |                 | Resultado |                   |
| ----------- | ------- | --------------- | --------- | ----------------- |
| 11 de abril | Rosario | Rosario Central | 1:0       | Newell's Old Boys |

### Grupo 2
| Equipo            | Pts. | PJ | PG | PE | PP | GF | GC | DG |
| ----------------- | ---- | -- | -- | -- | -- | -- | -- | -- |
| Unión Española    | 9    | 6  | 3  | 3  | 0  | 17 | 5  | 12 |
| Huachipato        | 6    | 6  | 2  | 2  | 2  | 10 | 10 | 0  |
| The Strongest     | 6    | 6  | 2  | 2  | 2  | 8  | 11 | –3 |
| Jorge Wilstermann | 3    | 6  | 0  | 3  | 3  | 4  | 13 | –9 |

| \| Fecha \| Lugar \| Local \| Resultado \| Visitante \| \| ------------- \| ---------- \| ----------------- \| --------- \| ----------------- \| \| 23 de febrero \| La Paz \| The Strongest \| 3:1 \| Jorge Wilstermann \| \| 26 de febrero \| Concepción \| Huachipato \| 0:0 \| Unión Española \| \| 5 de marzo \| Cochabamba \| Jorge Wilstermann \| 0:0 \| Huachipato \| \| 9 de marzo \| La Paz \| The Strongest \| 1:0 \| Huachipato \| \| 12 de marzo \| Cochabamba \| Jorge Wilstermann \| 1:1 \| Unión Española \| \| 16 de marzo \| La Paz \| The Strongest \| 1:1 \| Unión Española \| \| 26 de marzo \| Cochabamba \| Jorge Wilstermann \| 1:1 \| The Strongest \| \| 26 de marzo \| Santiago \| Unión Española \| 7:2 \| Huachipato \| \| 1 de abril \| Santiago \| Unión Española \| 4:1 \| Jorge Wilstermann \| \| 4 de abril \| Concepción \| Huachipato \| 4:0 \| Jorge Wilstermann \| \| 8 de abril \| Santiago \| Unión Española \| 4:0 \| The Strongest \| \| 11 de abril \| Concepción \| Huachipato \| 4:2 \| The Strongest \| |            |                   |           |                   |
| Fecha | Lugar      | Local             | Resultado | Visitante         |
| 23 de febrero | La Paz     | The Strongest     | 3:1       | Jorge Wilstermann |
| 26 de febrero | Concepción | Huachipato        | 0:0       | Unión Española    |
| 5 de marzo | Cochabamba | Jorge Wilstermann | 0:0       | Huachipato        |
| 9 de marzo | La Paz     | The Strongest     | 1:0       | Huachipato        |
| 12 de marzo | Cochabamba | Jorge Wilstermann | 1:1       | Unión Española    |
| 16 de marzo | La Paz     | The Strongest     | 1:1       | Unión Española    |
| 26 de marzo | Cochabamba | Jorge Wilstermann | 1:1       | The Strongest     |
| 26 de marzo | Santiago   | Unión Española    | 7:2       | Huachipato        |
| 1 de abril | Santiago   | Unión Española    | 4:1       | Jorge Wilstermann |
| 4 de abril | Concepción | Huachipato        | 4:0       | Jorge Wilstermann |
| 8 de abril | Santiago   | Unión Española    | 4:0       | The Strongest     |
| 11 de abril | Concepción | Huachipato        | 4:2       | The Strongest     |

### Grupo 3
| Equipo            | Pts. | PJ | PG | PE | PP | GF | GC | DG |
| ----------------- | ---- | -- | -- | -- | -- | -- | -- | -- |
| Cruzeiro          | 7    | 6  | 3  | 1  | 2  | 10 | 9  | 1  |
| Deportivo Cali    | 6    | 6  | 2  | 2  | 2  | 5  | 5  | 0  |
| Atlético Nacional | 6    | 6  | 2  | 2  | 2  | 7  | 8  | –1 |
| Vasco da Gama     | 5    | 6  | 1  | 3  | 2  | 7  | 7  | 0  |

| \| Fecha \| Lugar \| Local \| Resultado \| Visitante \| \| ------------- \| -------------- \| ----------------- \| --------- \| ----------------- \| \| 23 de febrero \| Cali \| Deportivo Cali \| 0:0 \| Atlético Nacional \| \| 23 de febrero \| Belo Horizonte \| Cruzeiro \| 3:2 \| Vasco da Gama \| \| 9 de marzo \| Medellín \| Atlético Nacional \| 1:1 \| Vasco da Gama \| \| 9 de marzo \| Cali \| Deportivo Cali \| 1:0 \| Cruzeiro \| \| 13 de marzo \| Medellín \| Atlético Nacional \| 1:2 \| Cruzeiro \| \| 13 de marzo \| Cali \| Deportivo Cali \| 2:1 \| Vasco da Gama \| \| 23 de marzo \| Río de Janeiro \| Vasco da Gama \| 1:1 \| Cruzeiro \| \| 23 de marzo \| Medellín \| Atlético Nacional \| 2:1 \| Deportivo Cali \| \| 6 de abril \| Belo Horizonte \| Cruzeiro \| 2:3 \| Atlético Nacional \| \| 6 de abril \| Río de Janeiro \| Vasco da Gama \| 0:0 \| Deportivo Cali \| \| 10 de abril \| Río de Janeiro \| Vasco da Gama \| 2:0 \| Atlético Nacional \| \| 10 de abril \| Belo Horizonte \| Cruzeiro \| 2:1 \| Deportivo Cali \| |                |                   |           |                   |
| Fecha | Lugar          | Local             | Resultado | Visitante         |
| 23 de febrero | Cali           | Deportivo Cali    | 0:0       | Atlético Nacional |
| 23 de febrero | Belo Horizonte | Cruzeiro          | 3:2       | Vasco da Gama     |
| 9 de marzo | Medellín       | Atlético Nacional | 1:1       | Vasco da Gama     |
| 9 de marzo | Cali           | Deportivo Cali    | 1:0       | Cruzeiro          |
| 13 de marzo | Medellín       | Atlético Nacional | 1:2       | Cruzeiro          |
| 13 de marzo | Cali           | Deportivo Cali    | 2:1       | Vasco da Gama     |
| 23 de marzo | Río de Janeiro | Vasco da Gama     | 1:1       | Cruzeiro          |
| 23 de marzo | Medellín       | Atlético Nacional | 2:1       | Deportivo Cali    |
| 6 de abril | Belo Horizonte | Cruzeiro          | 2:3       | Atlético Nacional |
| 6 de abril | Río de Janeiro | Vasco da Gama     | 0:0       | Deportivo Cali    |
| 10 de abril | Río de Janeiro | Vasco da Gama     | 2:0       | Atlético Nacional |
| 10 de abril | Belo Horizonte | Cruzeiro          | 2:1       | Deportivo Cali    |

### Grupo 4
| Equipo            | Pts. | PJ | PG | PE | PP | GF | GC | DG |
| ----------------- | ---- | -- | -- | -- | -- | -- | -- | -- |
| Liga de Quito     | 9    | 6  | 3  | 3  | 0  | 12 | 7  | 5  |
| Portuguesa        | 6    | 6  | 1  | 4  | 1  | 5  | 8  | –3 |
| Deportivo Galicia | 5    | 6  | 1  | 3  | 2  | 7  | 6  | 1  |
| El Nacional       | 4    | 6  | 1  | 2  | 3  | 8  | 11 | –3 |

| \| Fecha \| Lugar \| Local \| Resultado \| Visitante \| \| ------------- \| -------- \| ----------------- \| --------- \| ----------------- \| \| 16 de febrero \| Quito \| Liga de Quito \| 3:1 \| El Nacional \| \| 16 de febrero \| Caracas \| Deportivo Galicia \| 0:0 \| Portuguesa \| \| 23 de febrero \| Quito \| Liga de Quito \| 4:2 \| Deportivo Galicia \| \| 26 de febrero \| Quito \| El Nacional \| 0:0 \| Deportivo Galicia \| \| 2 de marzo \| Quito \| El Nacional \| 5:1 \| Portuguesa \| \| 5 de marzo \| Quito \| Liga de Quito \| 1:1 \| Portuguesa \| \| 9 de marzo \| Quito \| El Nacional \| 2:2 \| Liga de Quito \| \| 9 de marzo \| Acarigua \| Portuguesa \| 1:1 \| Deportivo Galicia \| \| 16 de marzo \| Caracas \| Deportivo Galicia \| 0:1 \| Liga de Quito \| \| 16 de marzo \| Acarigua \| Portuguesa \| 1:0 \| El Nacional \| \| 18 de marzo \| Caracas \| Deportivo Galicia \| 4:0 \| El Nacional \| \| 19 de marzo \| Acarigua \| Portuguesa \| 1:1 \| Liga de Quito \| |          |                   |           |                   |
| Fecha | Lugar    | Local             | Resultado | Visitante         |
| 16 de febrero | Quito    | Liga de Quito     | 3:1       | El Nacional       |
| 16 de febrero | Caracas  | Deportivo Galicia | 0:0       | Portuguesa        |
| 23 de febrero | Quito    | Liga de Quito     | 4:2       | Deportivo Galicia |
| 26 de febrero | Quito    | El Nacional       | 0:0       | Deportivo Galicia |
| 2 de marzo | Quito    | El Nacional       | 5:1       | Portuguesa        |
| 5 de marzo | Quito    | Liga de Quito     | 1:1       | Portuguesa        |
| 9 de marzo | Quito    | El Nacional       | 2:2       | Liga de Quito     |
| 9 de marzo | Acarigua | Portuguesa        | 1:1       | Deportivo Galicia |
| 16 de marzo | Caracas  | Deportivo Galicia | 0:1       | Liga de Quito     |
| 16 de marzo | Acarigua | Portuguesa        | 1:0       | El Nacional       |
| 18 de marzo | Caracas  | Deportivo Galicia | 4:0       | El Nacional       |
| 19 de marzo | Acarigua | Portuguesa        | 1:1       | Liga de Quito     |

### Grupo 5
| Equipo               | Pts. | PJ | PG | PE | PP | GF | GC | DG  |
| -------------------- | ---- | -- | -- | -- | -- | -- | -- | --- |
| Universitario        | 10   | 6  | 4  | 2  | 0  | 12 | 6  | 6   |
| Peñarol              | 8    | 6  | 4  | 0  | 2  | 13 | 7  | 6   |
| Montevideo Wanderers | 3    | 6  | 1  | 1  | 4  | 8  | 10 | –2  |
| Unión Huaral         | 3    | 6  | 0  | 3  | 3  | 7  | 17 | –10 |

| \| Fecha \| Lugar \| Local \| Resultado \| Visitante \| \| ----------- \| ---------- \| -------------------- \| --------- \| -------------------- \| \| 6 de marzo \| Montevideo \| Peñarol \| 1:0 \| Montevideo Wanderers \| \| 8 de marzo \| Lima \| Unión Huaral \| 1:1 \| Universitario \| \| 11 de marzo \| Montevideo \| Peñarol \| 5:2 \| Unión Huaral \| \| 14 de marzo \| Montevideo \| Montevideo Wanderers \| 4:0 \| Unión Huaral \| \| 18 de marzo \| Montevideo \| Montevideo Wanderers \| 0:2 \| Universitario \| \| 21 de marzo \| Montevideo \| Peñarol \| 0:1 \| Universitario \| \| 26 de marzo \| Montevideo \| Montevideo Wanderers \| 1:2 \| Peñarol \| \| 26 de marzo \| Lima \| Universitario \| 2:2 \| Unión Huaral \| \| 1 de abril \| Lima \| Universitario \| 3:1 \| Montevideo Wanderers \| \| 2 de abril \| Lima \| Unión Huaral \| 0:3 \| Peñarol \| \| 5 de abril \| Lima \| Unión Huaral \| 2:2 \| Montevideo Wanderers \| \| 6 de abril \| Lima \| Universitario \| 3:2 \| Peñarol \| |            |                      |           |                      |
| Fecha | Lugar      | Local                | Resultado | Visitante            |
| 6 de marzo | Montevideo | Peñarol              | 1:0       | Montevideo Wanderers |
| 8 de marzo | Lima       | Unión Huaral         | 1:1       | Universitario        |
| 11 de marzo | Montevideo | Peñarol              | 5:2       | Unión Huaral         |
| 14 de marzo | Montevideo | Montevideo Wanderers | 4:0       | Unión Huaral         |
| 18 de marzo | Montevideo | Montevideo Wanderers | 0:2       | Universitario        |
| 21 de marzo | Montevideo | Peñarol              | 0:1       | Universitario        |
| 26 de marzo | Montevideo | Montevideo Wanderers | 1:2       | Peñarol              |
| 26 de marzo | Lima       | Universitario        | 2:2       | Unión Huaral         |
| 1 de abril | Lima       | Universitario        | 3:1       | Montevideo Wanderers |
| 2 de abril | Lima       | Unión Huaral         | 0:3       | Peñarol              |
| 5 de abril | Lima       | Unión Huaral         | 2:2       | Montevideo Wanderers |
| 6 de abril | Lima       | Universitario        | 3:2       | Peñarol              |

## Segunda fase

### Grupo A
| Equipo         | Pts. | PJ | PG | PE | PP | GF | GC | DG |
| -------------- | ---- | -- | -- | -- | -- | -- | -- | -- |
| Unión Española | 5    | 4  | 2  | 1  | 1  | 7  | 6  | 1  |
| Universitario  | 4    | 4  | 1  | 2  | 1  | 4  | 4  | 0  |
| Liga de Quito  | 3    | 4  | 1  | 1  | 2  | 5  | 6  | –1 |

| \| Fecha \| Lugar \| Local \| Resultado \| Visitante \| \| ---------- \| -------- \| -------------- \| --------- \| -------------- \| \| 4 de mayo \| Quito \| Liga de Quito \| 0:0 \| Universitario \| \| 7 de mayo \| Quito \| Liga de Quito \| 4:2 \| Unión Española \| \| 16 de mayo \| Santiago \| Unión Española \| 2:1 \| Universitario \| \| 22 de mayo \| Lima \| Universitario \| 2:1 \| Liga de Quito \| \| 27 de mayo \| Santiago \| Unión Española \| 2:0 \| Liga de Quito \| \| 3 de junio \| Lima \| Universitario \| 1:1 \| Unión Española \| |          |                |           |                |
| Fecha | Lugar    | Local          | Resultado | Visitante      |
| 4 de mayo | Quito    | Liga de Quito  | 0:0       | Universitario  |
| 7 de mayo | Quito    | Liga de Quito  | 4:2       | Unión Española |
| 16 de mayo | Santiago | Unión Española | 2:1       | Universitario  |
| 22 de mayo | Lima     | Universitario  | 2:1       | Liga de Quito  |
| 27 de mayo | Santiago | Unión Española | 2:0       | Liga de Quito  |
| 3 de junio | Lima     | Universitario  | 1:1       | Unión Española |

### Grupo B
| Equipo          | Pts. | PJ | PG | PE | PP | GF | GC | DG |
| --------------- | ---- | -- | -- | -- | -- | -- | -- | -- |
| Independiente   | 4    | 4  | 2  | 0  | 2  | 5  | 4  | 1  |
| Rosario Central | 4    | 4  | 2  | 0  | 2  | 5  | 5  | 0  |
| Cruzeiro        | 4    | 4  | 2  | 0  | 2  | 5  | 6  | –1 |

| \| Fecha \| Lugar \| Local \| Resultado \| Visitante \| \| ---------- \| -------------- \| --------------- \| --------- \| --------------- \| \| 6 de mayo \| Rosario \| Rosario Central \| 2:0 \| Independiente \| \| 21 de mayo \| Belo Horizonte \| Cruzeiro \| 2:0 \| Rosario Central \| \| 23 de mayo \| Belo Horizonte \| Cruzeiro \| 2:0 \| Independiente \| \| 30 de mayo \| Avellaneda \| Independiente \| 2:0 \| Rosario Central \| \| 3 de junio \| Rosario \| Rosario Central \| 3:1 \| Cruzeiro \| \| 6 de junio \| Avellaneda \| Independiente \| 3:0 \| Cruzeiro \| |                |                 |           |                 |
| Fecha | Lugar          | Local           | Resultado | Visitante       |
| 6 de mayo | Rosario        | Rosario Central | 2:0       | Independiente   |
| 21 de mayo | Belo Horizonte | Cruzeiro        | 2:0       | Rosario Central |
| 23 de mayo | Belo Horizonte | Cruzeiro        | 2:0       | Independiente   |
| 30 de mayo | Avellaneda     | Independiente   | 2:0       | Rosario Central |
| 3 de junio | Rosario        | Rosario Central | 3:1       | Cruzeiro        |
| 6 de junio | Avellaneda     | Independiente   | 3:0       | Cruzeiro        |

## Final
| Ida; 18 de junio de 1975 | Unión Española | 1:0 (0:0) | Independiente | Estadio Nacional, Santiago                                           |                                                                      |
|                          | Ahumada 87'    |           |               | Asistencia: 43 199 espectadores Árbitro(s): José Luis Martínez Bazán | Asistencia: 43 199 espectadores Árbitro(s): José Luis Martínez Bazán |

| Vuelta; 25 de junio de 1975 | Independiente                              | 3:1 (1:1) | Unión Española | Estadio La Doble Visera, Avellaneda                       |                                                           |
|                             | Rojas 1' · Pavoni 57' (pen.) · Bertoni 83' |           | Las Heras 15'  | Asistencia: 60 000 espectadores Árbitro(s): Ramón Barreto | Asistencia: 60 000 espectadores Árbitro(s): Ramón Barreto |

| Desempate; 29 de junio de 1975 | Independiente                 | 2:0 (1:0) | Unión Española | Estadio Defensores del Chaco, Asunción                         |                                                                |
|                                | Ruiz Moreno 29' · Bertoni 64' |           |                | Asistencia: 55 000 espectadores Árbitro(s): Edison Pérez Núñez | Asistencia: 55 000 espectadores Árbitro(s): Edison Pérez Núñez |

|                                  |
| Bandera de Argentina             |
| Campeón Independiente 6.º título |

## Estadísticas

### Goleadores
| Jugador         | Club          | Goles |
| --------------- | ------------- | ----- |
| Fernando Morena | Peñarol       | 8     |
| Oswaldo Ramírez | Universitario | 8     |